# 마타마타 스위프트 AFC
마타마타 스위프트 AFC(Matamata Swifts Association Football Club)는 뉴질랜드 마타마타에 있는 세미프로 축구단이다.
구단은 와이BOP 사커숍 프리미어십에 참여한다. 또한 뉴질랜드 채텀 컵에도 참가할 예정에 있다 2021 시즌에 리그 10위를 기록하며 간신히 챔피언십 강등을 피했다.

## 운영
구단은 1930년에 설립되었으며 축구는 그 이후로 다양한 팀을 운영 중이다.
2019년 구단은 시니어 팀 4개(남자 3명, 여자 1명), 유소년팀 총 17팀, (8~12세, 9팀), (4~7세 선수, 8팀)을 운영한다. 이 클럽은 2019년에 5개의 청소년 팀을 배치한 마타마타 대학을 지원하고 있다.

## 선수 명단

### 현역
- 대니 스타일스
- 마이크 스미스
- 샘 힐스
- 하디 로스
- 라지 아베곤자도
- 안톤 가나스